# هله ۲۳۰
سیارک ۲۳۰ (به انگلیسی: 230 Athamantis) دویست و سیمین سیارک کشف شده‌است که در ۳ سپتامبر ۱۸۸۲ کشف شد.
قدر مطلق سیارک برابر ۷٫۳۵ است.